# Câmpulung
Câmpulung, Câmpulung Muscel – miasto w Rumunii; w okręgu Ardżesz, ponad 38 tys. mieszkańców (2002).

## Produkcja samochodów
Znajdowała się tu fabryka i siedziba firmy ARO. Zakłady powstały w 1953 roku w Câmpulungu i początkowo zajmowały się produkcją rowerów i motocykli. W 1957 roku rozpoczęła się produkcja samochodów terenowych ARO IMS 57, które stanowiły licencyjną wersję sowieckiego samochodu GAZ-69. W 2006 roku firma ogłosiła bankructwo a ostatnimi modelami w produkcji były ARO 10 i ARO 24.

## Gospodarka
W mieście rozwinął się przemysł maszynowy, drzewny, materiałów budowlanych, spożywczy oraz włókienniczy.

## Sport
W mieście tym swoją siedzibę ma klub piłkarski ARO Câmpulung.

## Galeria

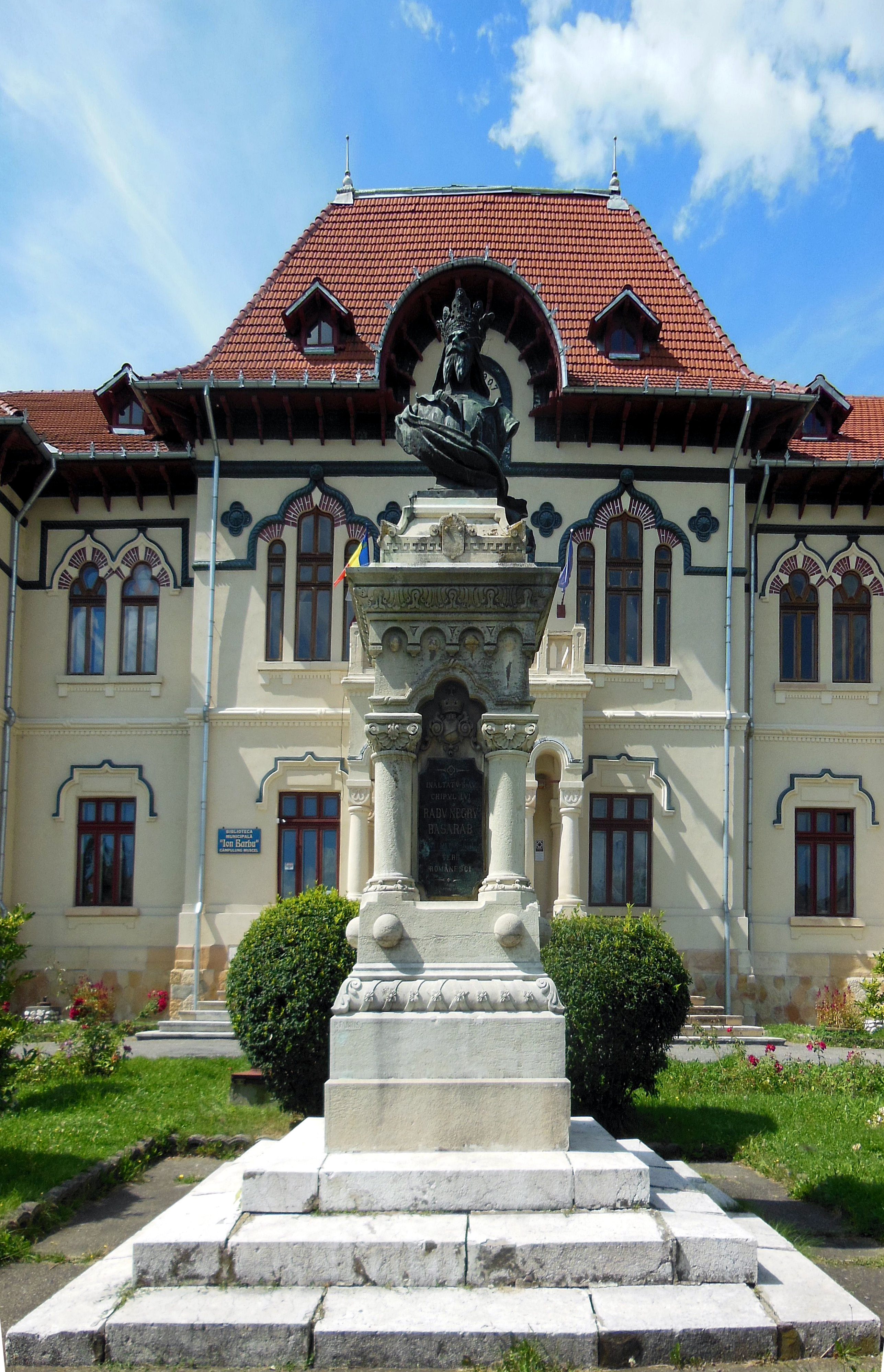
Popiersie Negru Vodă w Câmpulungu
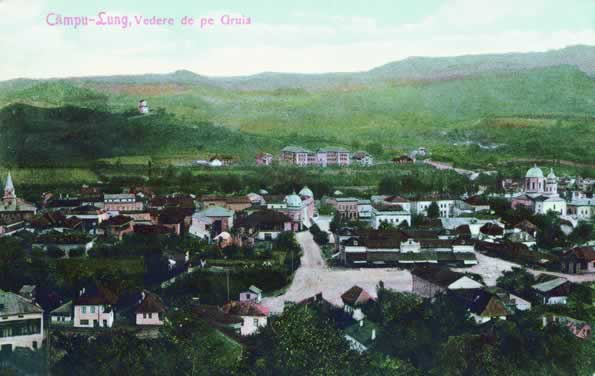
Câmpulung w 1909 roku